# Weinbau in Ohio
Weinbau in Ohio bezeichnet den Weinbau im amerikanischen Bundesstaat Ohio. Gemäß amerikanischem Gesetz ist jeder Bundesstaat und jedes County per definitionem eine geschützte Herkunftsbezeichnung und braucht nicht durch das Bureau of Alcohol, Tobacco, Firearms and Explosives als solche anerkannt werden.
Erste Rebflächen wurden mit amerikanischen Reben angelegt. Weinbau ist seit dem Jahr 1823 dokumentiert, als der Gartenbauexperte Nicholas Longworth Flächen mit den Sorten Alexander und Isabella anlegte. 1825 folgten Flächen mit der Rebsorte Catawba, die sich bis 1860 zur beliebtesten Sorte im Bundesstaat entwickelte. Die Stadt Cincinnati entwickelte sich zu einem der bedeutendsten Weinhandelsplätze der Vereinigten Staaten.
Während der Zeit der Prohibition kam der Weinbau der Region jedoch vollständig zum Erliegen und erholte sich nur sehr schleppend. Heute sind wieder mehr als 40 Weingüter registriert und es wurden fünf Herkunftsbezeichnungen definiert.